# Diana Arismendi
Diana del Valle Arismendi Pacheco (8 de febrero de 1962) es una compositora venezolana dedicada a la música clásica. Junto con el Maestro Alfredo Rugeles, ha organizado desde 1996 el Festival de Música Latinoamericana. Trabaja como profesora de composición en la Universidad Simón Bolívar.

## Estudios
Nacida en Caracas en 1962, comenzó, a muy corta edad su educación musical en la Escuela de Música Prudencio Esaá donde estudiara solfeo, piano, historia de la música y armonía, esta última con el Maestro Inocente Carreño, época en la que descubriría su vocación de compositora. Más adelante estudia en el Conservatorio Nacional de Música Juan José Landaeta las asignaturas de música de cámara, contrapunto, fuga, música contemporánea y composición con Antonio Mastrogiovanni y música electroacústica con Eduardo Kusnir. Paralelamente realiza estudios de música de cámara y de análisis, con el compositor uruguayo Héctor Tosar, en el entonces “Instituto Simón Bolívar” de la Orquesta Nacional Juvenil.
A finales de 1981 obtiene una beca Gran Mariscal de Ayacucho y se traslada a París donde estudiaría en L'Ecole Normale de Musique Alfred Cortot piano, música de cámara, análisis, dirección de orquesta y composición, obteniendo en 1984 el Diplôme de Compositon, en 1985 el Diplôme de Fin d’etudes (teóricos) y en 1986 el 1.er Prix d”Analyse y el Diplôme Superieur de Composition, bajo la tutela del eminente compositor japonés Yoshihisa Taira, siendo la única mujer en obtener este en los últimos diez años, además de ser la más joven de la promoción. Entre 1984 y 1985 trabajó en el Groupe de recherches musicaux (GRM) de París en la práctica y creación de música electroacústica.
Arismendi recibe, a finales del año 1990, la prestigiosa beca PRA de la Organización de Estados Americanos (OEA) para realizar estudios de postgrado en The Catholic University of America en la ciudad de Washington D. C. Obtiene allí su obtiene su “Master in Music” (MM) en Composición y Música Latinoamericana, en 1992, y su Doctor on Musical Arts (DMA) en Composición en mayo de 1994, bajo la tutela del compositor Helmut Braunlich. Durante este período realizó una intensa actividad de investigación en el Centro de Altos Estudios Musicales Latinoamericanos que se encuentra en dicha universidad, dirigido por la Dra. Emma Garmendia de Paesky. Arismendi contó para concluir sus estudios de doctorado con una beca otorgada por la misma universidad y con una bolsa de trabajo otorgada por el Consejo Nacional de la Cultura (CONAC) entre 1992 y 1993.

### Desempeño Profesional
Entre los años de 1986 y 1990 se desempeñó como profesora de materias teóricas (armonía, contrapunto, análisis, y orquestación) en el Conservatorio Simón Bolívar de la Orquesta Nacional Juvenil, también durante este período fue miembro activo de la Sociedad Venezolana de Música Electroacústica. A su regreso de los Estados Unidos, a principios del año 1994, se desempeñó como Coordinadora de programas académicos del Conservatorio Simón Bolívar (94-96), ha dictado también clases y seminarios en la Maestría en Musicología Latinoamericana, de la Universidad Central de Venezuela y en el Instituto Universitario de Estudios Musicales (IUDEM).
Desde septiembre de 1994, se desempeña como profesora titular adscrita al Departamento de Ciencias Sociales de la Universidad Simón Bolívar, donde actualmente es profesora de Composición; fue Coordinadora de la Maestría en Música de dicha Universidad (2000-2004 y 2006-2007) Entre junio de 1988 y julio de 2000 fue Coordinadora de Cultura habiendo desarrollado numerosos proyectos de difusión en el área de las artes plásticas, la poesía, el teatro y la música. Arismendi fue también representante profesoral, electa en la División de Ciencias Sociales y Humanidades, ante el Consejo Académico por un período de más de dos años y miembro electo de la primera Asamblea universitaria de la USB. SE desempeñó como Jefa del Departamento de Ciencias Sociales entre 2007 y 2009.
En 1998 recibió los premio CONABA y CONADE otorgados por su destacada labor en el campo universitario. Ese mismo año recibe una mención honorífica del premio Andrés Bello por la publicación de su disco Fiestas Solemnes. En 1999 fue merecedora del premio a la Destacada Labor Docente de la Universidad Simón Bolívar, en la categoría de Agregado. En mayo de 2001 recibe de nuevo el premio CONABA.

### Producción Musical
La producción musical de la compositora incluye música orquestal y coral, ópera, numerosa música de cámara, solos vocales, así como música electrónica. Sus obras han sido interpretadas en las más importantes salas de conciertos en Venezuela y por destacadas orquestas del país, Orquesta Sinfónica Simón Bolívar, Orquesta Filarmónica Nacional, Orquesta Sinfónica de Venezuela, Orquesta Sinfónica Municipal de Caracas, Orquesta Sinfónica Gran Mariscal de Ayacucho, Orquesta Sinfónica de Aragua, Orquesta Sinfónica de Falcón, Orquesta Sinfónica de Maracaibo, se destaca así mismo su participación ininterrumpida en el Festival de Música Latinoamericana desde 1992. En el exterior ha sido interpretada por destacados solistas y grupos de cámara, habiendo participado en festivales de música contemporánea en diferentes países de Europa: Francia, Inglaterra, España, Bélgica, Holanda, Italia, Suiza, República Checa, Alemania, Luxemburgo e Islandia; en Norte y Sur América, Argentina, Brasil, Canadá, Colombia, Costa Rica, Chile, Cuba, Ecuador, Uruguay, El Salvador, Estados Unidos, México, Panamá y Puerto Rico. Ha recibido encargos del Delfina Studios Trust de Londres, la Sociedad Venezolana de Música Electrónica, la Academia Latinoamericana de Clarinetes, las Juventudes Musicales de Venezuela, el Dúo Toro-Riera, la pianista Elena Riu, el Grupo La Folía de España, del Grupo de Percusión de Buenos Aires y del Festival Iberoamericano de Puerto Rico, entre otros.
Arismendi realiza, paralelamente a su intensa labor creativa, investigación en el campo de la música latinoamericana lo cual la ha llevado a dictar charlas y conferencias en Argentina, Colombia, Costa Rica, Cuba, España, Estados Unidos, Inglaterra, México, Panamá, Puerto Rico, así como a publicar artículos sobre el tema. Desde 1996 es la Directora Ejecutiva del Festival Latinoamericano de Música. En los últimos tiempos ha sido invitada a dictar clases magistrales de composición en diferentes escenarios y ha participado como jurado en prestigiosos concursos de Composición Nacionales e Internacionales. En 1999 fue elegida como miembro de la junta directiva de la Sociedad Venezolana de Música Contemporánea (SVMC) y en 2001 vicepresidenta de dicha sociedad, cargo que ejerció hasta 2004. En septiembre del 2000 asistió, como compositora y como delegado por Venezuela al Festival de la ISCM (International Society of Contemporary Music) “World Music Days” realizado en Luxemburgo y en octubre de 2001 al mismo festival, esta vez realizado en Yokohama, Japón. En septiembre de 2004 asiste a la XI TRIMALCA, reunión anual del Consejo de la Música de las Tres Américas (COMTA) organizado por la UNESCO en la ciudad de Asunción, Paraguay en calidad de representante del Consejo Venezolano de la Música, en ese mismo escenario recibe el premio de Música escrita a partir de 1950 hasta nuestros días otorgado por la Tribuna Musical de América Latina y el Caribe, por su obra Cantos II para flauta sola.

## Ediciones
Tres discos compactos han sido dedicados exclusivamente a su obra creativa Ficciones publicado en 1996, Fiestas Solemnes en 1998 y Señales en el cielo, su más reciente producción, en 2007. Otras de sus obras aparecen en diversas antologías dentro y fuera de Venezuela. Arismendi ha publicado artículos en la Revista Argos de la División de Ciencias Sociales y Humanidades, así como en el Boletín de Música de Casa de las Américas, quien publicara también la partitura de su obra Tres noches sin luna. En 1998 fue editora de las Memorias del VIII Foro de Compositores del Caribe, de la Editorial Equinoccio, habiendo publicado a la vez un análisis de su obra sinfónica Ficciones. Diversas entrevistas y artículos han aparecido en la prensa nacional.

## Catálogo de Obras
- 1. De Visiones (1980)

Voz, clarinete, vibráfono y contrabajo
(Textos de la compositora)
- 2. Parábolas (1981)

Cinta magnetofónica
Estreno: Museo de Bellas Artes de Caracas. 1991
- 3. Taîra (1983)

Piano a cuatro manos
- 4. Imágenes (1984)

Narrador, percusión y piano
(Textos del I Ching)
Estreno: Salle Cortot, París, 1984
- 5. Guimel (1984)

Cuarteto de cuerdas
Estreno: Salle Cortot, París, 1984
- 6. Alp (1985)

Contrabajo solo
Estreno: Salle Cortot, París, 1985
- 7. Rituel (1985)

Coro mixto y octeto de metales
- 8. A nadie (1985)

Cinta magnetofónica
Estreno: Radio France Internationale, París, 1985
- 9. Mural-Circular (1986)

Ensamble de 18 músicos
- 10. Ciento cincuenta días (1987)

Cuarteto de percusión
Estreno: Sala José Félix Ribas, Teatro Teresa Carreño, Caracas, 1987
Obra encargada por la Sociedad Venezolana de Música Electroacústica
- 11. Tres noches sin luna (1987)

Clarinete solo
Estreno: Conservatorio Superior de Música Simón Bolívar, Caracas, 1988
(Grabada en el disco “Ficciones”, 1996)
- 12. Dínago, un éxodo imaginario (1988)

Orquesta
Estreno: II Festival de Música Contemporánea, Quito, Ecuador, 1988
Obra encargada por el Festival de Música Contemporánea, de Ecuador
- 13. Irreverencias (1989)

Oboe y cinta magnetofónica
Estreno: Asociación Cultural Humboldt, Caracas, 1988
Obra encargada por la Sociedad Venezolana de Música Electroacústica
- 14. Duetto (1989)

Marimba y Vibráfono
Estreno: Ateneo de Caracas, 1989
- 15. Paraíso Perdido (1989)

Mezzo-soprano y piano
(Textos de Rafael Alberti)
Estreno: Bolívar Hall, Casa Miranda, Londres, 1990
- 16. Dos Espacios (1989-90)

Cuarteto de Clarinetes
Estreno: VII Festival de Música Latinoamericana, 1993
- 17. Ficciones (1990-91)

Mezzo-soprano y orquesta
(Textos de Jorge Luis Borges)
Estreno: VI Festival de Música Latinoamericana,
(Obra grabada en el disco “Ficciones”, 1996)
- 18. Díptico (1991)

Coro a capela
(Textos de Sor Juana Inés de la Cruz y Octavio Paz)
Estreno: XV Foro de Música Nueva, México, 1993
- 20. Cantos (1992)

Piano solo
Estreno: Woman in Music Festival, Chart, Inglaterra, 1992
(Grabado en el disco “Ficciones” por el pianista Arnaldo Pizzolante)
- 21. Solar (1992)

Marimba
Estreno: Kennedy Center for the Performing Arts. Washington D. C., 1992
(Grabado en el disco “Ficciones”, 1996)
- 22. Serus (1992)

Soprano, guitarra, flauta en sol, contrabajo y percusión
(Textos de Mario Vargas Llosa)
Estreno: Ward Hall, Washington D. C. 1992
- 23. El Gato y la Golondrina, una historia de amor (1992-93)

Opera de cámara
(Libreto de la compositora, basado en un cuento de Jorge Amado)
Obra encargada por “The Defina’s Studios Trust” de Londres
Estreno: Festival Casa Manilva, Málaga, España, 1993
- 24. Las Aguas lustrales (1993)

Cuarteto de cuerdas
Estreno: X Festival de Música Latinoamericana, Caracas, 1996
(Grabado en el disco “Fiestas solemnes”, 1998)
- 25. 'Inerrantes (1993-94)

Concertino para Marimba y orquesta de cámara
Estreno: IX Festival de Música Latinoamericana, Caracas, 1994
- 26. Cantos (1995)

Flauta sola
Estreno: XIII Festival de Música Latinoamericana, Caracas, 2002
- 27. Clamores (1996-97)

Dos pianos, dos percusiones
Estreno: Caracas, junio de 1997
(Grabado en el disco “Fiestas solemnes”, 1998)
- 28. Aves mías (1997)

Piano
Estreno: Londres 1997
(Grabado en el disco “Fiestas solemnes”, 1998)
- 29. Tres Hexagramas (1998)

Flauta y guitarra
Versión vibráfono y piano,
Estreno: Women in Music Chard Festival, Inglaterra 1998
(Grabado en el disco “XV Cuentos para dos”, 1998)
- 30. Blanco (1998)

Quinteto de madera
Estreno: X Festival de Música Latinoamericana, Caracas 1998
(Grabado en el disco “Celedonia”, 1998)
- 31. Cantos (1999)

Flauta y arpa
Estreno: XI Festival Latinoamericano de Música, Caracas 2000
(Grabado en el disco “Señales en el cielo”, 2007)
- 32. Casas (1999)

Cuarteto de percusión
Estreno: “Sonidos del 2000” Serie de conciertos, Caracas 2000
(Grabado en el disco “Señales en el cielo”, 2007)
- 33. Señales en el cielo (2000)

Piano solo
Estreno: “Sonidos del 2000” Serie de conciertos, Caracas 2000
(Grabado en el disco “Señales en el cielo”, 2007)
- 34. Escenas de la pasión según San Marcos (2000)

Orquesta sinfónica y narrador
Estreno: XI Festival Latinoamericano de Música, Caracas 2000
(Grabado en el disco “Señales en el cielo”, 2007)
- 35. Suite (2003)

Cello solo
Estreno: Encuentro del Colegio de Compositores Latinoamericanos.
Ciudad de México, febrero de 2005
- 36. Für Elena (2003)

Piano solo
Estreno: Royal Albert Hall, julio de 2004
(Grabado en el disco “Salsa nueva”, 2005 y publicada por Boosey & Hawkes)
- 37. Cantos IV (2003-2004)

Corno solo
Sin estreno formal
- 38. Epigramas (2004)

Para voz, guiatarra y percusión
Texto de María Rosa Pita
Estreno: XIV Festival Latinoamericano de Música, Caracas 2006
(Grabado en el disco “Señales en el cielo”, 2007)
- 39. Tres Romanzas (2005)

Saxo alto solo
Sin estreno formal
- 40. Cuerpos reflejados (2005)

Marimba sola y ensamble de percusión
Estreno: Universidad de Buenos Aires, octubre de 2005
- 41. Ejercicios Espirituales (2005)

Coro, solistas y orquesta sinfónica
Estreno: XV Festival Latinoamericano de Música, Caracas 2008
- 42. Cantos de sur y norte (2006-2007)

Orquesta sinfónica
Estreno: Orquesta Sinfónica Simón Bolívar, Teatro Teresa Carreño, Caracas 2007
- 43. Stabat Mater (2009)

Soprano, dos flautas dulce, viola da gamba, clave y electrónica
Estreno: Grupo La Folía, Auditorio Nacional, Madrid, 9 de junio de 2009
- 44. Afflatus (2009)

Concierto para clarinete en si b y orquesta
Estreno: Orquesta Sinfónica Simón Bolívar, Caracas 7 de noviembre de 2009, Sala Simón Bolívar
- 45. They claim (2010)

Contrabajo solo
Estreno Edicson Ruiz, 16 de mayo de 2010, CASPM
- 46. Salmos (2010)

Soprano y piano
Textos del libro de los Salmos
- 47. Himno a la Virgen de la Candelaria (2011)

Voz y piano
Texto: Ada Pérez Jones
Adaptación: Diana Arismendi
- 48. Solstitium (2011)

Sexteto (flauta, clarinete, violín, chelo, piano y percusión)
- 49. Tres invensiones a dos voces (2011)

Piano solo
- 50. Tres revelaciones (2012)

Órgano
- 51. Paz (2012)

Órgano y coro mixto
Textos de Manuel Felipe Rugeles, Nelson Mandela y las bienaventuranzas bíblicas según San Mateo.
- 52. Cantos IV, Segundo cuarteto de cuerdas (2013)

Estreno: Cuarteto Yaracuy, XVIII Festival Latinoamericano de Música
CASPM, 23 de mayo de 2014
- 53. Concertino para piano y orquesta (2013)

Epíclesis del espíritu
Estreno: Orquesta Sinfónica Municipal de Heredia. José Pablo Quesada, piano, Eddie Mora, director. Marzo 2014.
- En cursiva obras por estrenar